# Armonie strânsă
Armonia strânsă (en. close harmony) reprezintă în muzică o abordare a scriiturii omofone (pe mai multe voci identice ca mers ritmic, monoritmice) bazată pe economia de ambitus. Astfel, vocile sunt situate la distanță cât de mică posibil (cel mai frecvent terțe și cvarte, dar sunt posibile și secunde sau, pasager, unison) pentru a reflecta configurația armonică valabilă pentru vocea întâi (pe baza căreia s-au construit vocile adiacente).
Armoniile strânse cuprind cel puțin două voci; numărul acestora crește proporțional cu ambitusul, care de regulă nu depășește o octavă. Pentru două voci, distanța va fi de cel mult o cvartă mărită; în cazul folosirii a trei voci, înălțimile nu se vor afla la o distanță mai mare de o sextă (excepțional o septimă mică). Folosirea de acorduri complexe și disonanțe pasagere pentru patru sau mai multe voci se poate desfășura în spațiul unei octave sau al unei none. Nu este recomandat abuzul de disonanțe și dublaje, acestea reducând efectivitatea armoniei strânse.
Denumirea de armonie strânsă pleacă de la noțiunea de poziție strânsă a unui acord, ceea ce se definește astfel: componentele acestuia sunt aduse cât de aproape posibil, astfel încât între fiecare două înălțimi vecine să nu fie loc pentru înscrierea unei a treia, aparținând la rândul ei de elementele acordului. În realitate, armonia strânsă nu folosește exclusiv poziții strânse, alternându-le cu poziții mixte (unde cel puțin între două componente vecine există un interval suficient de larg cât să permită introducerea unui alt element al acordului) și disonanțe, a căror justificare se face mai puțin armonic, cât privind pe orizontală necesitățile fiecărei linii melodice.